# Макарино (Сусанинский район)
Макарино — деревня в Северном сельском поселении Сусанинского района Костромской области России. Население на 2014 год составило 17 человек. 

## История
С 30 декабря 2004 года, в соответствии с Законом Костромской области № 237-ЗКО, входит в состав муниципального образования Северное сельское поселение.

## География
Находится на реке Макаринка.
К востоку от Макарино расположена деревня Перемилово, к югу — лесной массив, а за ним село Северное и деревня Запрудня.

## Население
| 2008 | 2010 | 2014 |
| ---- | ---- | ---- |
| 24   | ↘20  | ↘17  |

## Транспорт
Просёлочная дорога.